# كلاوديا ماير
كلاوديا ماير هو رياضية بارالمبية من ألمانيا تتنافس أساسا في سباقات المسافات المتوسطة فئة T12.
شاركت كلاوديا في 3 دورات ألعاب بارالمبية وفازت بتسع ميداليات فضية في سباقات مسافات متنوعة من 400 متر إلى 5000 متر. وكانت حازت إحدى ميدالياتها الفضية بعد أن حلّت في المركز الثاني وراء الروسية ريما باتالوفا. 